# Resultados do Carnaval de Uruguaiana em 2024
Nesta página estão listados os Resultados do concurso de escolas de samba do Carnaval de Uruguaiana no ano de 2024, divulgados no dia 3 de março. A Unidos da Cova da Onça foi a vencedora com o enredo Uma Onça Arretada no Nordeste.

## Grupo Especial
| Colocação | Escola                     | Pontos       | Ref.  |
| --------- | -------------------------- | ------------ | ----- |
| 1.º       | Unidos da Cova da Onça     | 199,3        | [ 1 ] |
| 2.º       | Unidos da Ilha do Marduque | 198,0        | [ 1 ] |
| 3.º       | Imperadores do Sol         | 197,7        | [ 1 ] |
| 4.º       | Os Rouxinóis               | 196,3        | [ 1 ] |
| 5.º       | Deu Chucha na Zebra        | 194,0        | [ 1 ] |
| 6.º       | Bambas da Alegria          | 193,6        | [ 1 ] |
| 7.º       | Apoteose do Samba          | 188,1        | [ 1 ] |
| 8.º       | Império Serrano            | Não Desfilou | [ 1 ] |